# لشکر ۲۷ پیاده (ایالات متحده آمریکا)
لشکر ۲۷ پیاده (انگلیسی: 27th Infantry Division) لشکر پیاده‌نظام نیروی زمینی ایالات متحده آمریکا است، که در سال ۱۹۱۷ تأسیس شد و در سال ۱۹۶۷ منحل گردید.
لشکر ۲۷ پیاده یکی از واحدهای گارد ملی ارتش در جنگ جهانی اول و جنگ جهانی دوم بود. تاریخچه این لشکر به لشکر نیویورک برمی‌گردد که در ابتدا در سال ۱۹۰۸ تشکیل شد. نام لشکر ششم در ژوئیه ۱۹۱۷ به لشکر بیست و هفتم تغییر یافت.